# La Plaisanterie (film)
Pour plus de détails, voir Fiche technique et Distribution.
La Plaisanterie (titre original tchèque : Žert) est un film tchécoslovaque de Jaromil Jireš produit en 1968, adaptant l'œuvre de Milan Kundera, la Plaisanterie.

## Synopsis
Ludvik Jahn est un étudiant tchécoslovaque. Il envoie une lettre à une amie qu'il tente de séduire, où il se moque de la naïveté de son époque. Son amie le dénonce, il est alors exclu de l'université et envoyé dans l'armée pendant six ans, dans un régiment spécial de travaux forcés. Son exclusion est votée par ses camarades de l'université, dont Pavel Zemánek, un étudiant, qui dirige et oriente le débat.
Bien des années plus tard, Ludvik est interrogé par Helena Zemánková, une journaliste radio qui s'intéresse à son travail. Il a l'occasion de voir une photographie de son mari, et reconnait Pavel. Il décide alors de la séduire pour se venger de Pavel.
Après avoir fait l'amour avec Helena, il se rend compte qu'elle ne vit plus avec lui depuis trois ans. Il rencontre Pavel plus tard, qui est au bras d'une jeune femme, et qui reconnait sans difficulté qu'à l'époque, ils condamnaient des innocents.

## Fiche technique
- Réalisation : Jaromil Jireš
- Roman : Milan Kundera
- Scénario :Zdeněk Bláha, Jaromil Jireš et Milan Kundera
- Production : Filmové studio Barrandov et Miloš Stejskal
- Musique : Zdeněk Pololáník
- Photographie : Jan Čuřík
- Montage : Josef Valušiak
- Maquillage : Stanislav Petrek
- Son : Adam Kajzar
- Cadreur : Jan Čuřík
- Durée : 80 minutes
- Format : noir et blanc, 35 mm

## Distribution
- Josef Somr : Ludvik Jahn
- Jana Dítětová : Helena Zemánková
- Luděk Munzar : Pavel Zemánek
- Jiří Cimnický : Jiry
- Emil Haluska :
- Jaromír Hanzlík : le lieutenant
- Josef Hruby
- Michal Knapcik
- Věra Křesadlová : Brozová
- Stanislav Litera
- Jaroslava Obermaierová : Marie
- Michal Pavlata : Jindra
- Miloš Rejchrt : Alexej
- Evald Schorm : Kostka
- Václav Svěrák
- Milan Svrciva : Jaroslav
- Jiří Sýkora
- Dušan Trancík
- Rostislav Volf

## Autour du film
- Le film s'inscrit dans le courant artistique qui a précédé le Printemps de Prague, appelé parfois la Nouvelle Vague tchèque.
- Le film a été interdit dans les pays du bloc soviétique.
- Il a remporté le prix de l'OCIC au Festival de San Sebastián